# 乔治·懿律
海軍上將乔治·懿律爵士，KCB，FRS（1784年8月1日—1863年6月24日），英国贵族，是一名参加过干涉法国大革命、拿破仑战争、第一次鸦片战争的英国海军军官，巴斯勋章获得者。在第一次鸦片战争中担任英国全权代表和英军总司令，是查理·义律的堂兄。
懿律出身于一个声名显赫的家族，家族中诞生过多名有影响力的政治家和外交官。他很早就参加了海军，参与过法国大革命时期多场具决定性的战斗，曾在热那亚、耶尔、圣维森特角等地作战。并曾跟随纳尔逊入侵尼罗河和哥本哈根。拿破仑战争开始时他已是战舰的指挥官，纳尔逊称他是海军中最优秀的军官之一，此后他曾在地中海和东印度地区服役，参与过入侵爪哇的行动，功勋卓著。与法国的战争结束后，懿律没有在军中担任要职，在克拉伦斯公爵和政府中亲戚的支持下，他转行投向政治事业，为英国的海军政策做出了许多贡献。
懿律曾短暂地作为罗克斯巴勒郡（Roxburghshire）的代表进入议会，并出任海軍部國會秘書（Secretary to the Admiralty），之后成为海軍部委員。后来他又短暂地重返现役，升为将军，负责指挥英国好望角舰队。第一次鸦片战争中懿律被派往中国指挥战斗，未能取得决定性的战果。返回英国后，他发现由于党派政治的原因，他和他的家族在政府中的影响力已大大减弱。此后他只在海军中担任次要职位，没有再次从政，后因资历升为海军上将，1863年去世。子孙中很多都曾担任高级军官。

## 家庭和早年生活
乔治·懿律生于1784年8月1日，是第一代明托伯爵吉尔伯特·艾略特-默里-基宁蒙德的次子，第二代明托伯爵之弟，母亲是安娜·玛利亚（Anna Maria）。1794年，就在法国大革命爆发后不久，乔治·懿律作为初级志愿兵（first-class volunteer）加入英国海军，在托马斯·佛雷（Thomas Foley ）指挥的拥有98门火炮的战舰圣乔治号上服役，当时该船还是海德·巴加（Hyde Parker）将军的旗舰。乔治·懿律在这条船上参加了1795年3月14日的热那亚海战和1795年6月13日的耶尔岛海战。
此后懿律作为托马斯·佛雷的部下先后在布列塔尼亚号、歌利亚号、大象号上服役，并参加了1797年2月14日的圣维森特角海战，以及1798年8月的尼罗河之战。1800年8月12日，在经历了多场法国大革命时期的决定性海战之后，懿律晋升为海军上尉。1801年，他以上尉的身份先后跟随查尔斯·波尔（Charles Pole）和霍雷肖·纳尔逊在圣何塞号、圣乔治号战舰上作战。在圣乔治号上时懿律加入了海德·巴加前往波罗的海的远征队，参加了哥本哈根战役。1802年4月14日，懿律升为校级军官，次年5月，作为志愿兵随纳尔逊乘坐胜利号前往地中海服役。

## 指挥官生涯
1803年7月10日，纳尔逊任命懿律为纵帆船悍妇号的船长，这是他首次指挥一艘战舰。不过没过多久他就被调往32
门炮战舰梅德斯通（Maidstone）号。懿律在1804年1月2日晋升为上校船长，并率梅德斯通号参加了土伦封锁战。在1804年7月11日的战斗中，属于梅德斯通号、水仙号、海马号的几只舢板摧毁了拉芳度（Lavandou）的敌方船只。此后懿律短暂的参与了理查德·斯特罗恩（Richard Strachan）的分舰队，进行封锁加的斯的行动，纳尔逊称赞他是海军中最优秀的军官之一就是在这个时期。在拿破仑战争结束前，懿律还曾在多支舰队中服役，有时在英国领海，也有时轮班到地中海和东印度。
1805年3月，懿律成为英舰斗士号的船长。同年7月，他又被调往在地中海活动的22门炮战舰极光号，从10月起，他开始指挥36门炮战舰莫德斯特（Modeste）号，在这艘船上干了六年。1807年2月15日，懿律驾船向东印度进发，次年10月8日，他在孟加拉湾追击并俘获了法国18门炮护卫舰耶拿号，1811年8、9月间，懿律参与了入侵爪哇的行动。1813年，他成为38门炮战舰轻骑兵号的舰长，并于当年6月率该舰到婆罗洲清剿海盗。他还协助麦格雷戈（McGregor）上校让巨港苏丹复辟。懿律靠上述行动引发了上级的注意。随着拿破仑战争的结束，懿律也离开了指挥官的职位，不过他后来得以成为胜利号的指挥官，在1827年5月1日到1832年1月24日负责警卫朴茨茅斯。他在这一段时期的工作赢得了克拉伦斯公爵的赞许，后者后来成为英王威廉四世。

## 升为将级军官与从政经历
1830年，英王威廉四世任命懿律为海军侍从武官（aide-de-camp），当年9月懿律被授予巴斯勋章。11月29日，英王又任命他为海军部秘书，他担任此职一直到1834年12月，后又从1835年4月起担任第三海军大臣。而他的长兄，第二代明托伯爵正好又在1835年9月到1841年9月这段时间里担任第一海军大臣。1832年时，在政府中任职的懿律还同时作为罗克斯巴勒郡的辉格党代表加入议会，但1835年因选举失败而离开。
在海军部任职的懿律专门负责舰船设计与建造，他强烈反对海军测绘官威廉·西蒙兹（William Symonds）的做法。他和第一海务大臣查尔斯·亚当（Charles Adam）都极力宣称，应该把经费用于修船而非建造新的。这一时期里懿律还设计了一艘小型护卫舰尤丽黛号，1843年下水。该舰赢得了许多正面评价，尤其是关于舰体流畅的线条以及它轻快的速度。懿律长子曾在该舰上担任过一段时间的舰长。后来该舰成为一艘训练舰，1878年3月24日在怀特外海遭遇暴风袭击，伤亡惨重。
1837年1月10日，懿律晋升为海军少将，9月，就任好望角舰队总指挥。1840年2月，懿律前往中国参加鸦片战争，成为英国东印度&中国舰队总指挥，与堂弟查理·义律分别担任正副全权公使。他指挥了英军7月到11月的行动，但外相巴麦尊认为他的所作所为优柔寡断、毫无效果。懿律也承认他束手无策，加之健康状况恶化，便于11月返回了英国。
懿律回国后英国的政治环境发生了变化，约翰·罗素组建了新的内阁，兰斯唐（Lansdowne）派系的人取代了海军部中懿律家族的势力。1847年5月13日，懿律升为海军中将，在1848到1851年间担任诺尔的指挥官（Commander-in-Chief, The Nore），在1853年3月5日成为海军上将，1855年起过上了领一半薪水的退休生活。1862年11月获得第二级巴斯勋章。次年6月24日在伦敦肯辛顿太子台4号的家中去世，以私人形式葬于肯薩綠地公墓。

## 后代
懿律在1810年与艾丽莎·塞西莉亚（Eliza Cecilia）结婚，育有多名子女。与他自己同名的长子后来也参加海军，成为一名海军上将。另一名儿子亚历山大·詹姆斯·哈迪·懿律（Alexander James Hardy Elliot）当上了陆军少将。他的女婿中包括第八代诺特斯克伯爵威廉·卡耐基（William Carnegie）、第四代北安普顿侯爵威廉·康普顿（William Compton）、以及海军上将詹姆斯·罗伯特·杜蒙德（James Robert Drummond）。